# Cyclosorus aridus
Cyclosorus aridus är en kärrbräkenväxtart som först beskrevs av David Don, och fick sitt nu gällande namn av Ren-Chang Ching. Cyclosorus aridus ingår i släktet Cyclosorus och familjen Thelypteridaceae. Inga underarter finns listade.